# Annales de la Faculté des sciences de Toulouse
Pour les articles homonymes, voir Annales (homonymie).
Les Annales de la Faculté des sciences de Toulouse (AFST) sont une publication scientifique périodique de niveau international à comité de lecture, dans le domaine de la recherche en mathématiques, placées sous la responsabilité de l'Institut de Mathématiques de Toulouse et publiées avec le soutien du CNRS et de l'Université Toulouse III Paul Sabatier.
Les AFST publient des articles de haut niveau, ainsi que des surveys, écrits en français ou en anglais, dans tous les domaines de la recherche mathématique. La sélection des articles publiés est confiée à un comité de rédaction international.
Les AFST sont diffusées par le Centre Mersenne et pratiquent une politique de libre accès diamant, c’est-à-dire que les articles sont librement consultables sous forme électronique et qu’aucun frais n’est demandé aux auteurs et autrices. Les anciens numéros des AFST sont également consultables sur le portail NUMDAM.

## Histoire
AFST est une publication fondée en 1887 par H. Andoyer, B. Baillaud, G. Berson, T. Chauvin, E. Cosserat, A. Destrem, C. Fabre, A. Legoux, P. Sabatier et T.-J. Stieltjes. À l'origine, AFST était pluridisciplinaire. La version actuelle de AFST correspond à la section Mathématiques originelle. Plusieurs grandes plumes des mathématiques ont laissé leurs traces dans AFST.